# 阿尔代诺
阿尔代诺（義大利語：Aldeno），是意大利特伦托自治省的一个市镇。总面积8平方公里，人口2990人，人口密度373.8人/平方公里（2009年）。ISTAT代码为022003。

## 友好城市
- 捷克鐵礦鎮